# فريتز إكس
فريتز إكس هو الاسم الأكثر شيوعًا لقنبلة ألمانية مضادة للسفن موجهة خلال الحرب العالمية الثانية. كانت فريتز إكس أول سلاح موجه بدقة تم نشره في القتال وأول من أغرق سفينة في القتال. فريتز إكس كان لقبًا يستخدمه كل من أفراد الحلفاء ولوفتفافه. تتضمن الأسماء البديلة Ruhrstahl SD 1400 X أو Kramer X-1 أو PC 1400X أو FX 1400 (هذا الأخير جنبًا إلى جنب مع لقب 1400 فريتز غير الموجه، هو أصل الاسم "فريتز إكس"). جنبا إلى جنب مع سلاح أزون مماثل للقوات الجوية التابعة للجيش الأمريكي ( USAAF) في نفس الفترة، فهو واحد من الصواريخ الرائدة الحديثة المضادة للسفن والأسلحة الموجهة بدقة.

## التاريخ

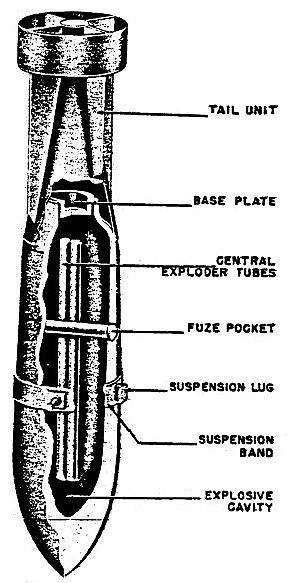
رسم أمريكي لقنبلة خارقة للدروع PC 1400، أساس Fritz X PGM.

فريتز إكس كانت تطورًا إضافيًا بي سي 1400 ( Panzersprengbombe ،Cylindrisch 1400 كجم)  وهي قنبلة شديدة الانفجار خارقة للدروع تحمل نفسها فريتز. كان سلاح اختراق يهدف إلى استخدامه ضد الأهداف المدرعة مثل الطرادات الثقيلة والسفن الحربية. تم منحه أنفًا أكثر ديناميكية هوائية، وأربعة أجنحة، ووحدة ذيل على شكل مربع، تتكون من مجموعة حلقية من 12 جانبًا تقريبًا من الأسطح الثابتة وذيل صليبي مع أسطح سميكة داخل الحلقة، والتي تحتوي على عناصر التحكم الديناميكية الهوائية في فريتز إكس. أدركت لوفتفافه صعوبة ضرب السفن المتحركة أثناء الحرب الأهلية الإسبانية.  جرب المهندس ماكس كرامر، الذي عمل في مركز الطيران والفضاء الألماني ( DVL ) منذ عام 1938 قنابل سقوط الحر للتحكم عن بعد 250 كيلوغرام (550 رطل) وفي عام 1939 مثبط الرفع يتم التحكم فيه عن طريق الراديو.  في عام 1940، تمت دعوة Ruhrstahl للانضمام إلى التطوير، لأن لديهم بالفعل خبرة في تطوير وإنتاج القنابل غير الموجهة. 

## إعداد التحكم

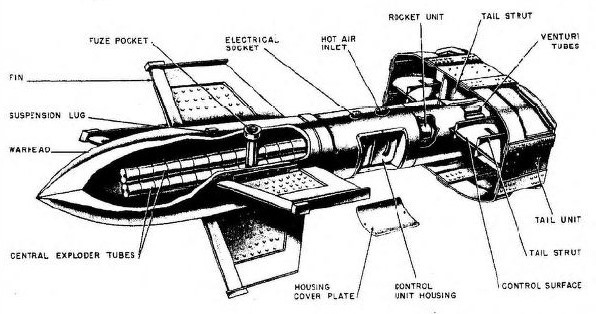
التخطيطي لفريتز إكس.